# Ennio Morricone
Ennio Morricone (Roma, 10 novembre 1928 – Roma, 6 luglio 2020) è stato un compositore, direttore d'orchestra e arrangiatore italiano.
La sua carriera ingloba un'enorme quantità di generi compositivi, che ne hanno fatto uno dei più importanti, prolifici e influenti compositori cinematografici nella storia della musica. Ha scritto le musiche per più di 470 film e serie TV, oltre che opere di musica contemporanea. Le musiche di Morricone sono state usate in più di 60 film vincitori di premi. 
Come giovane arrangiatore della casa discografica RCA Italiana, all'epoca attiva a Roma, contribuì anche a formare il sound degli anni sessanta italiani, confezionando brani come Sapore di sale, Il mondo, Se telefonando, e i successi di Edoardo Vianello, Dino, Gianni Meccia e soprattutto Gianni Morandi.
A partire dal 1946 compose più di cento brani classici, ma ciò che ha dato la fama internazionale a Morricone come compositore sono state le musiche prodotte per il genere del western all'italiana, che lo hanno portato a collaborare con registi come Sergio Leone, Duccio Tessari, Franco Giraldi, Giulio Petroni, Sergio Sollima e Sergio Corbucci, con titoli come la Trilogia del dollaro, Una pistola per Ringo, La resa dei conti, Il mercenario, Il mio nome è Nessuno e la Trilogia del tempo.
Dagli anni settanta Morricone diventò un nome di rilievo anche nel cinema hollywoodiano, componendo musiche per registi americani come John Carpenter, Brian De Palma, Barry Levinson, Mike Nichols, Terrence Malick, Roland Joffé, Oliver Stone, Roman Polański e Quentin Tarantino. Morricone scrisse le musiche per numerose pellicole candidate all'Academy Award come I giorni del cielo, Mission e The Untouchables - Gli intoccabili.
Il 25 febbraio 2007 ricevette il premio Oscar onorario alla carriera «per i suoi contributi magnifici all'arte della musica da film» dopo essere stato candidato per cinque volte tra il 1979 e il 2001 senza aver mai ricevuto il premio. Il 28 febbraio 2016 ottenne il suo secondo Oscar per le partiture del film di Quentin Tarantino The Hateful Eight, per il quale si è aggiudicato anche il Golden Globe.
Morricone vinse anche tre Grammy Awards, tre Golden Globe, sei BAFTA, dieci David di Donatello, undici Nastri d'argento, due European Film Awards, un Leone d'oro alla carriera e un Polar Music Prize. Ha venduto inoltre più di 70 milioni di dischi.
Era membro effettivo dell'Accademia Nazionale di Santa Cecilia e socio dell'associazione Nuova Consonanza impegnata in Italia nella diffusione e produzione di musica contemporanea. Il 26 febbraio 2016 gli è stata attribuita la stella numero 2574 nella celebre Hollywood Walk of Fame. Il 27 dicembre 2017 ricevette da Sergio Mattarella l'onorificenza di Cavaliere di Gran Croce dell'Ordine al merito della Repubblica italiana, il secondo grado in ordine d'importanza.

## Biografia

### Gli inizi

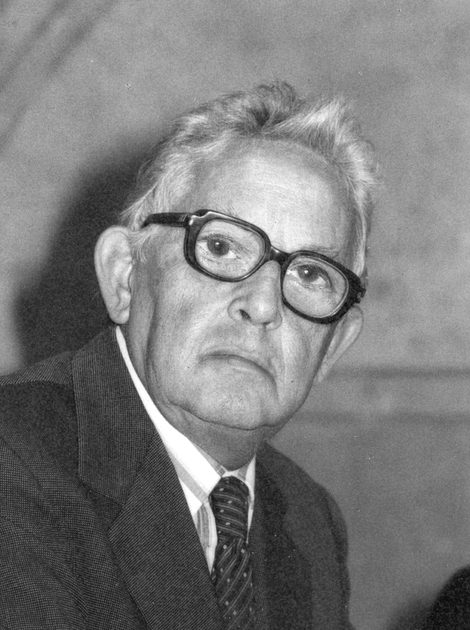
Goffredo Petrassi, maestro di composizione di Ennio Morricone

Morricone nacque a Roma il 10 novembre del 1928 da genitori originari di Arpino (in provincia di Frosinone), Mario Morricone (1903-1974) e Libera Ridolfi (1905-1994). Aveva tre sorelle e un fratello, Adriana, Maria, Franca e Aldo (morto in età infantile). Il padre era un trombettista professionista, attivo presso diverse orchestre, mentre la madre aveva una piccola azienda tessile.
Il giovane Ennio si appassiona alla musica ascoltando compositori antichi (come Giovanni Pierluigi da Palestrina, Claudio Monteverdi e Girolamo Frescobaldi) e moderni (come Gian Francesco Malipiero, Goffredo Petrassi ed Igor Stravinskij) e decide così di studiare musica al Conservatorio di Santa Cecilia, dove si diploma in tromba (votazione 7 e mezzo/10) con Reginaldo Caffarelli (1891-1960) l'11 ottobre del 1946, in strumentazione per banda (votazione 9 e mezzo/10) con Antonio D'Elia (1897-1958) nel 1952, e in composizione (votazione: 9,75/10) con il professor Goffredo Petrassi, conseguito il 6 luglio 1954. In seguito completa la sua formazione studiando anche musica corale e direzione di coro.
Conseguito il diploma incomincia a suonare come trombettista in varie orchestre romane, creandosi una rete di conoscenze nel mondo dello spettacolo. Nel 1960 comincia a scrivere musiche per film, e nel contempo lavora come arrangiatore di musica leggera per orchestre e per la casa discografica RCA Italiana, il cui direttore artistico Vincenzo Micocci gli commissiona gli arrangiamenti di brani di artisti italiani, che diventeranno quasi tutti grandi successi, lavorando inoltre con musicisti come Paul Anka, Chet Baker e Mina, ma non tralasciando per questo la composizione della musica classica.
Nel 1956 si sposa con Maria Travia e dal matrimonio nascono quattro figli: Marco, nato nel 1957; Alessandra, dermatologa e nefrologa, nata nel 1961; Andrea, nato nel 1964, musicista; Giovanni, nato nel 1966, regista e sceneggiatore. Nel 1958 viene assunto come assistente musicale dalla Rai, ma si dimette il primo giorno di lavoro, non appena apprende che gli sarà preclusa ogni possibilità di carriera e che, per volontà del direttore generale Filiberto Guala, le musiche da lui composte, in quanto dipendente dell'ente radiotelevisivo pubblico, non saranno trasmesse.
Nel 1961 è il più giovane dei maestri a dirigere l'orchestra del Giugno della Canzone Napoletana.
Nel 1962 arrangia il primo successo di Edoardo Vianello, il 45 giri Pinne fucile ed occhiali/Guarda come dondolo, al quale seguiranno Abbronzatissima e O mio Signore (1963), Hully gully in 10/Sul cucuzzolo (1964). Nel 1963 arrangia Sapore di sale di Gino Paoli. Nel 1966, insieme con Ghigo De Chiara e Maurizio Costanzo (autori del testo) compone e arrangia Se telefonando, uno dei più celebri successi della carriera di Mina.
Dal 1964 entra a far parte del Gruppo di Improvvisazione Nuova Consonanza, un gruppo di compositori fondato qualche anno prima da Franco Evangelisti, con cui Morricone suonò e registrò album fino al 1980. L'ensemble, che si occupava principalmente di musica d'avanguardia e di improvvisazione libera, si proponeva di ricercare nuovi metodi musicali nel campo dell'improvvisazione.

### La collaborazione con Sergio Leone
Morricone e il regista Sergio Leone erano compagni di classe alle scuole elementari e nel 1964 cominciarono a collaborare. Nello stesso periodo Morricone cominciò a collaborare anche con Bernardo Bertolucci. La prima colonna sonora che scrisse per Leone fu per il film Per un pugno di dollari, nel 1964, proseguendo per tutta la serie successiva di spaghetti-western diretti dal regista romano: Per qualche dollaro in più, Il buono, il brutto, il cattivo, C'era una volta il West (1 260 000 copie vendute in Francia), Giù la testa. Il sodalizio durò fino all'ultimo film di Leone, il gangster-movie C'era una volta in America. Questa collaborazione gli permise di comporre alcune tra le sue musiche più apprezzate, contribuendo notevolmente al successo dei film di Leone. La tromba che Sergio Leone utilizzò per i film spaghetti-western è stata donata da Ennio Morricone al trombettista Mauro Maur, collaboratore per i film  per 20 anni ed amico. 

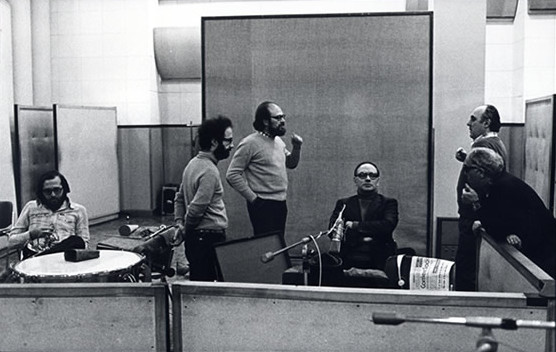
Morricone nel 1975 con Gruppo di Improvvisazione Nuova Consonanza

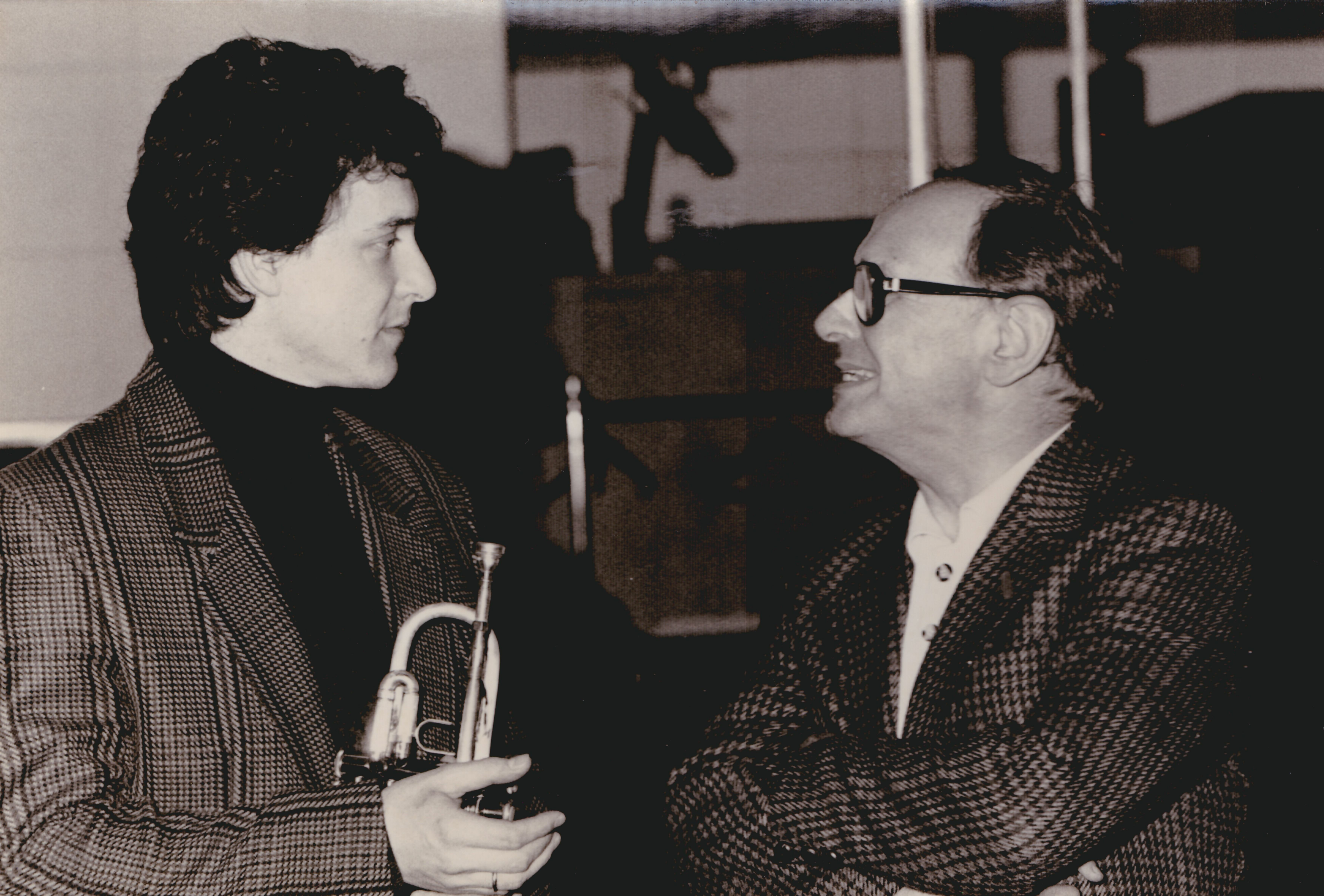
Ennio Morricone con l'amico e collaboratore trombettista Mauro Maur nella sala di registrazione "Forum Studios" di Roma

Tuttavia, per quanto siano le più note e imitate, le colonne sonore scritte per Leone rappresentano solo una parte della vena creativa del compositore, il quale si è cimentato praticamente con tutti i generi cinematografici: dalla fantascienza al thriller, dal film erotico alla commedia di costume, per finire con il melodramma e i film storici. In tal senso, estremamente variegate e spesso curiose le sue collaborazioni con i molti registi italiani e internazionali come Carlo Verdone, John Carpenter, Tinto Brass e Bernardo Bertolucci.

### Le amicizie con Eva Fischer e Bruno Nicolai
Fino all'inizio degli anni sessanta Morricone vive, con la moglie Maria e i figli, nel popolare rione romano di Trastevere. Sopra al suo appartamento viveva la pittrice Eva Fischer, importante figura femminile dell'arte romana dal dopoguerra. Con lei vi fu un intenso scambio culturale, culminato nel 1992 con la pubblicazione dell'album CD "A Eva Fischer Pittore" annesso a un libro con le riproduzioni delle opere pittoriche della Fischer ispirate alla musica dell'amico Ennio.
Ennio Morricone incontra Bruno Nicolai al conservatorio di Santa Cecilia; entrambi sono allievi di Goffredo Petrassi. Tra i due nasce un lungo rapporto di amicizia e una collaborazione professionale che dura negli anni. Nicolai collabora a diverse partiture cinematografiche di Morricone come Metti, una sera a cena, alcune delle quali firmate a quattro mani. Non è certo chi dei due abbia ideato, nel corso delle molteplici collaborazioni, certe soluzioni stilistiche negli arrangiamenti entrate a far parte successivamente dello stile di entrambi i musicisti.  Di certo il 33 giri CAM SAG 9032, colonna sonora del film Quando le donne avevano la coda riporta "Musiche di Ennio Morricone dirette da Bruno Nicolai, Coro I Cantori Moderni di Alessandroni", successo discografico e di botteghino. Di grande rilevanza sono comunque a questo proposito i commenti musicali dei due film di Alberto De Martino O.K. Connery e Dalle Ardenne all'inferno, entrambi del 1967.

### I primi riconoscimenti ufficiali e la consacrazione

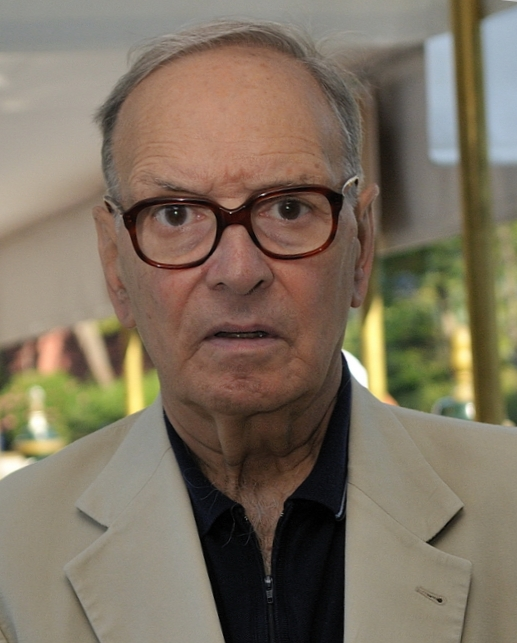
Ennio Morricone al Festival del cinema di Venezia, nel 2009

Vinse il suo primo Nastro d'argento nel 1965 per il film Per un pugno di dollari di Sergio Leone e il successivo nel 1970 (anno in cui intraprese l'insegnamento compositivo presso il Conservatorio Licinio Refice di Frosinone, alla cui nascita aveva attivamente contribuito) grazie alle musiche di Metti, una sera a cena e il terzo solamente un anno dopo per Sacco e Vanzetti.
La prima candidatura per un Premio Oscar arrivò nel 1979 per la colonna sonora di I giorni del cielo (Days of Heaven), al quale seguirono nel 1986 quella per Mission (The Mission), che vincerà comunque il BAFTA (The British Academy of Film & Television Arts) e il Golden Globe, poi nel 1987 per The Untouchables - Gli intoccabili, che vincerà il Nastro d'argento, il BAFTA, e il Grammy Award, per Bugsy nel 1992 e nel 2001 per Malèna. Nel 1984 vinse un altro BAFTA per la colonna sonora di C'era una volta in America, l'ultimo film di Sergio Leone.

#### I Premi Oscar

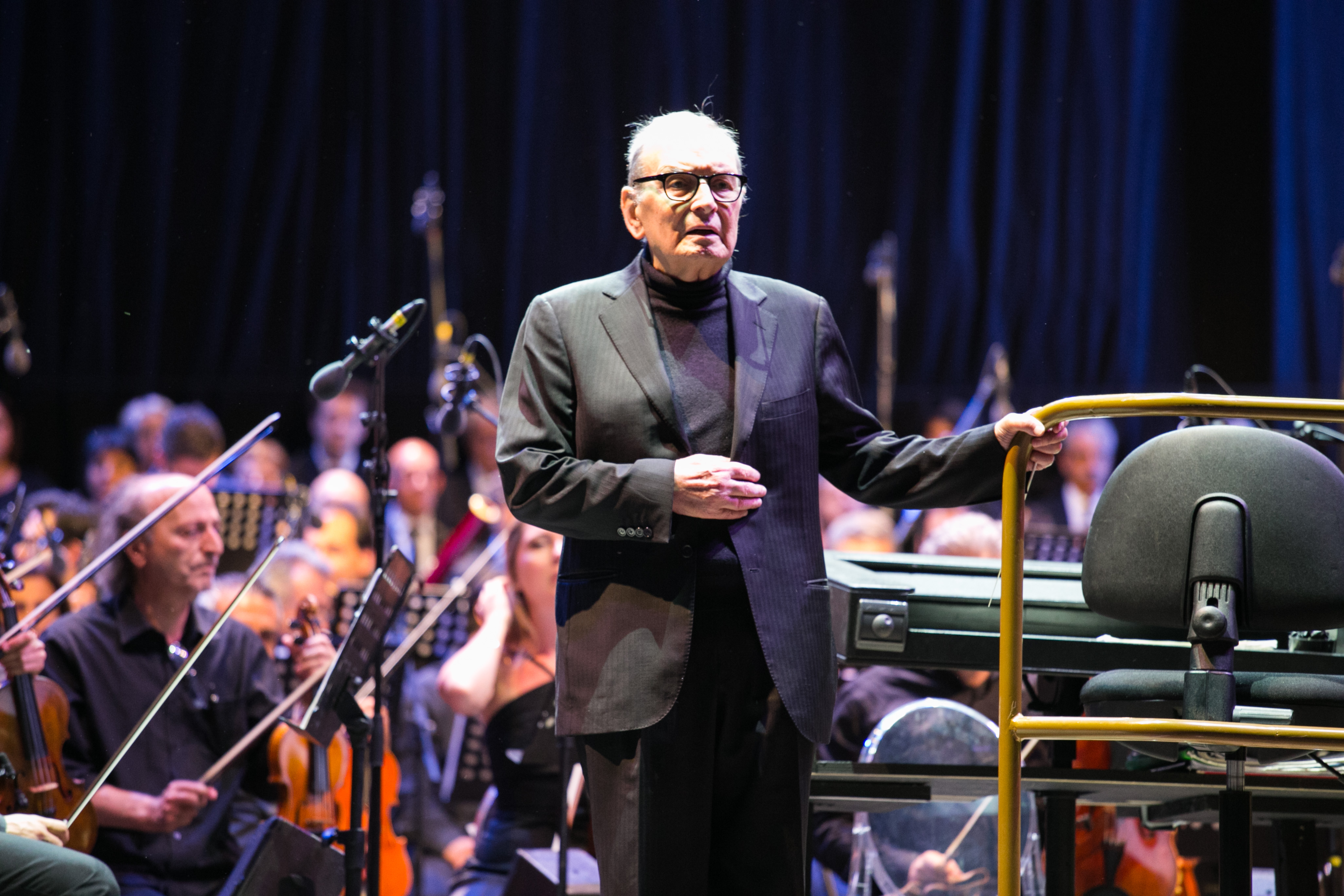
Ennio Morricone al Parco della Cittadella di Parma nel 2018

Il 25 febbraio 2007, dopo cinque candidature non premiate, gli venne conferito, accompagnato da una standing ovation tributatagli dalla platea, il Premio Oscar alla carriera, «per i suoi magnifici e multiformi contributi nell'arte della musica per film.»
A consegnargli il premio è l'attore Clint Eastwood, icona dei film western di Sergio Leone.
(Ennio Morricone alla platea la sera della sua premiazione con l'Oscar alla carriera)
In corrispondenza a questo evento fu pubblicato un album-tributo la cui realizzazione era cominciata già nel 2006 dalla Sony BMG: nel disco, intitolato We All Love Ennio Morricone, i maggiori successi di Morricone interpretati da noti musicisti: Metallica, Céline Dion, Andrea Bocelli, Bruce Springsteen, Roger Waters e molti altri. Céline Dion, come omaggio al compositore, durante la premiazione dell'Oscar ha cantato il brano I Knew I Loved You, contenuto nel CD e ispirato al tema del film C'era una volta in America.
Il 28 febbraio 2016 ottiene per la prima volta il riconoscimento nella categoria Migliore colonna sonora grazie alla musica composta per The Hateful Eight, film di Quentin Tarantino.

#### Altri premi
Nel 1994 è il primo compositore non americano a ricevere il premio alla carriera dalla SPFM - Society for Preservation of Film Music. Nel 1995 riceve il Leone d'oro alla carriera nel corso della 52ª Mostra del cinema di Venezia (primo e, finora, unico compositore ad aver ricevuto tale riconoscimento) e il premio "Rota", istituito dalle "Edizioni CAM" e dal più importante periodico di spettacolo americano, Variety, ai quali vanno aggiunti altri, numerosissimi, premi onorari.
Nel 2010 è il primo italiano a ricevere il Polar Music Prize dall'Accademia reale svedese di musica, assieme alla cantante islandese Björk, con la seguente motivazione:
Nel 2010 gli viene anche conferita a Taormina la corona d'alloro honoris causa Europclub Regione Siciliana, consegnata dal Segretario Generale di Noi in Europa Europclub Avv. Enzo Ocera.
Nel 2012 gli è stato conferito a Roma il prestigioso Premio Aquila D'Oro, per la sezione "Musica", con la seguente motivazione: "Per aver saputo coniugare e diffondere due particolari linguaggi, quello della musica e quello del cinema, facendoli fondere e vivere nella loro completezza, primeggiando come artista in maniera assoluta a livello mondiale, portando così il nome dell'Italia a levature culturali uniche ed inarrivabili".
Il 25 marzo 2017, nella sua residenza romana, gli è stato conferito il Premio San Zosimo I Romano Pontefice, fondato da Stefano Cropanese.
L'11 gennaio 2020 gli è stato assegnato in Senato un premio alla carriera "per aver saputo raccontare con la sua musica storie di valore universale che, dal grande cinema alla televisione, dalla direzione d'orchestra alla composizione, hanno saputo incantare intere generazioni, divenendo testimonianza vivente del genio ed eccellenza italiana nel mondo".

### I tributi e le "imitazioni"

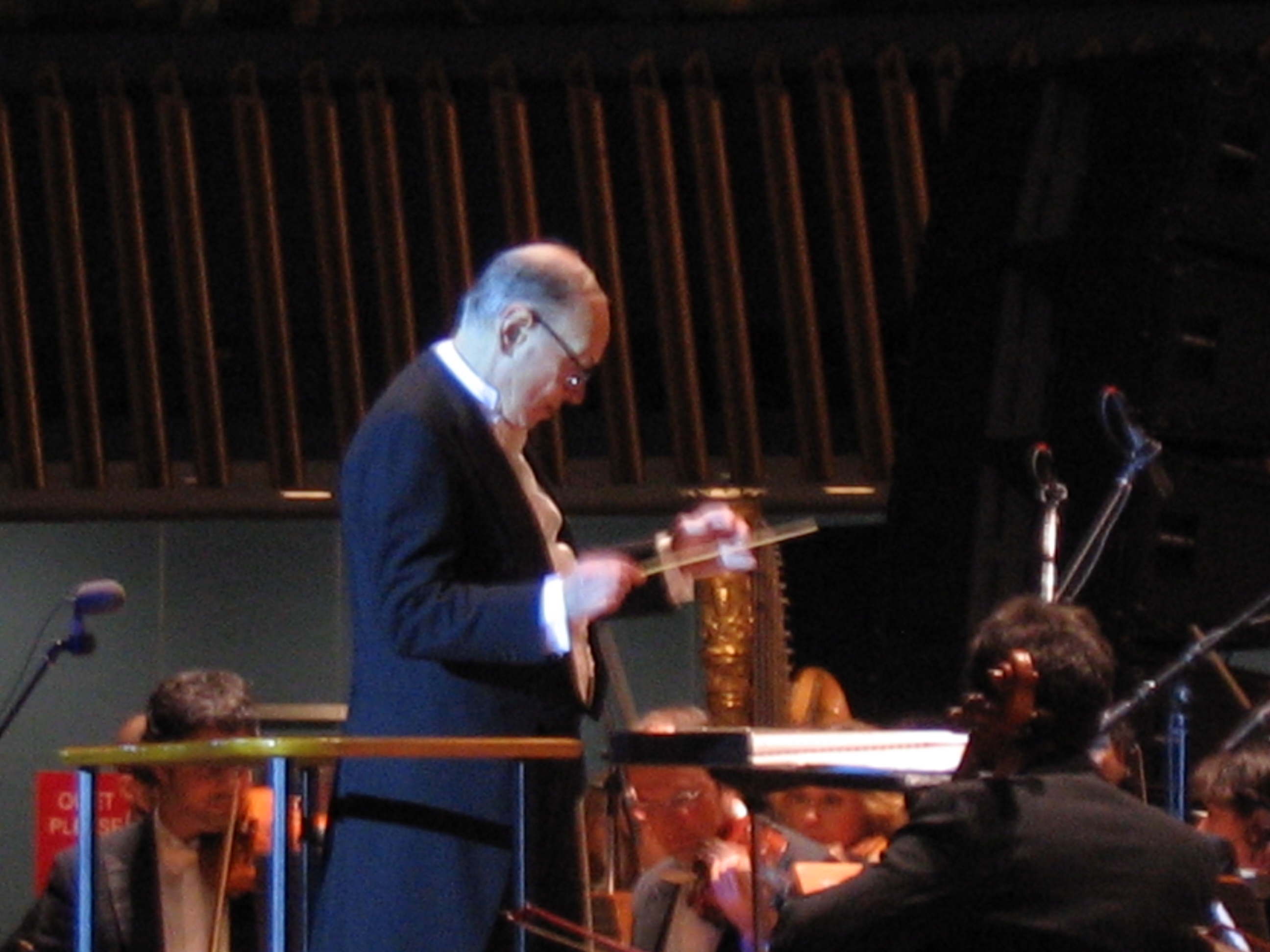
Ennio Morricone alle Nazioni Unite

Le musiche di Ennio Morricone sono state più volte riprese da altri artisti, che ne hanno creato numerose "cover" in varie occasioni: Hugo Montenegro con una sua versione del tema principale di Il buono, il brutto, il cattivo raggiunse la vetta delle classifiche tanto in Gran Bretagna quanto negli USA nel 1968, e John Zorn registrò un intero album di musica di Morricone a metà degli anni ottanta. Anche Mike Patton sia con i Mr. Bungle sia con i Fantômas ha in varie occasioni ripreso le musiche di Ennio Morricone, tra cui Indagine su un cittadino al di sopra di ogni sospetto presente nell'album The Director's Cut dei Fantômas, Metti, una sera a cena, Città violenta, Muscoli di velluto eseguite durante i concerti dai Mr. Bungle. Ha inoltre pubblicato nel 2005, tramite la sua etichetta Ipecac Recordings, una raccolta di brani di Ennio Morricone dal titolo Crime and Dissonance. Da segnalare, inoltre, la citazione del tema di Il buono, il brutto, il cattivo nel singolo Clint Eastwood nel 2001. Clint Bajakian ha ripreso le melodie west di Morricone nella realizzazione della colonna sonora del videogioco western Outlaws (1997).
I Metallica, band metal statunitense, dal 1983 usano il brano L'estasi dell'oro (The Ecstasy of Gold), come introduzione per i loro concerti, e hanno registrato una cover metal del brano inserita nell'album-tributo We All Love Ennio Morricone.
Anche l'Orchestra Sinfonica di San Francisco ha eseguito questo brano nell'album Metallica's Symphonic Rock album. I Ramones hanno usato la colonna sonora di Il buono, il brutto, il cattivo come introduzione per i loro concerti. La colonna sonora del film Per un pugno di dollari è stata anche usata come introduzione nei concerti del gruppo dei The Mars Volta. I Muse adottano il brano Man With a Harmonica, tratto da C'era una volta il West come introduzione a Knights of Cydonia, durante le esecuzioni dal vivo. Il pezzo è eseguito con armonica a bocca dal bassista Chris Wolstenholme.
Bruce Springsteen ha eseguito spesso Badlands, facendola precedere dalla colonna sonora di C'era una volta il West suonata dal pianista della E Street Band, Roy Bittan. La stessa colonna sonora apriva il concerto di San Siro del 2003 (The Rising Tour), sul cui sottofondo entrava la band.
Quentin Tarantino in Kill Bill: Volume 1 e Bastardi senza gloria cita volutamente le musiche di Morricone realizzate per Sergio Leone e per i Fratelli Taviani (Allonsanfàn) così come Gore Verbinski in Pirati dei Caraibi - Ai confini del mondo, sempre riferite ai suoi temi western.
A partire dal 2009 il Bif&st di Bari assegna un premio intitolato a Ennio Morricone per il miglior compositore delle musiche tra i film del festival.

### Direttore d'orchestra
Già nel 1992, diresse in un tour il suo concerto per tromba e orchestra "Ut" dedicato a Mauro Maur ed eseguito dal suo prezioso solista ed amico, con l'Orchestra Sinfonica di Bari all'Auditorium Nino Rota. 
Il 4 dicembre 1993, Morricone si reca al Foro Italico a Roma per dirigere "La Bibbia" con il trombettista solista Mauro Maur per Telethon, una maratona televisiva di beneficenza, trasmessa su Raiuno con oltre 14 milioni di spettatori. Il 22 agosto del 1999 al Meeting di Rimini ha diretto: "Omaggio a Ennio Morricone. Musiche per il cinema dirette dall'Autore" un Concerto suonato dall'Orchestra Internazionale d'Italia insieme con il Coro Kodaly (Maestro del Coro Arped Joob, Dulce Pontes, Sonia Sigurtà, Gilda Buttà). Il concerto fu organizzato in collaborazione con la Sagra Musicale Malatestiana e Club Santa Chiara. 

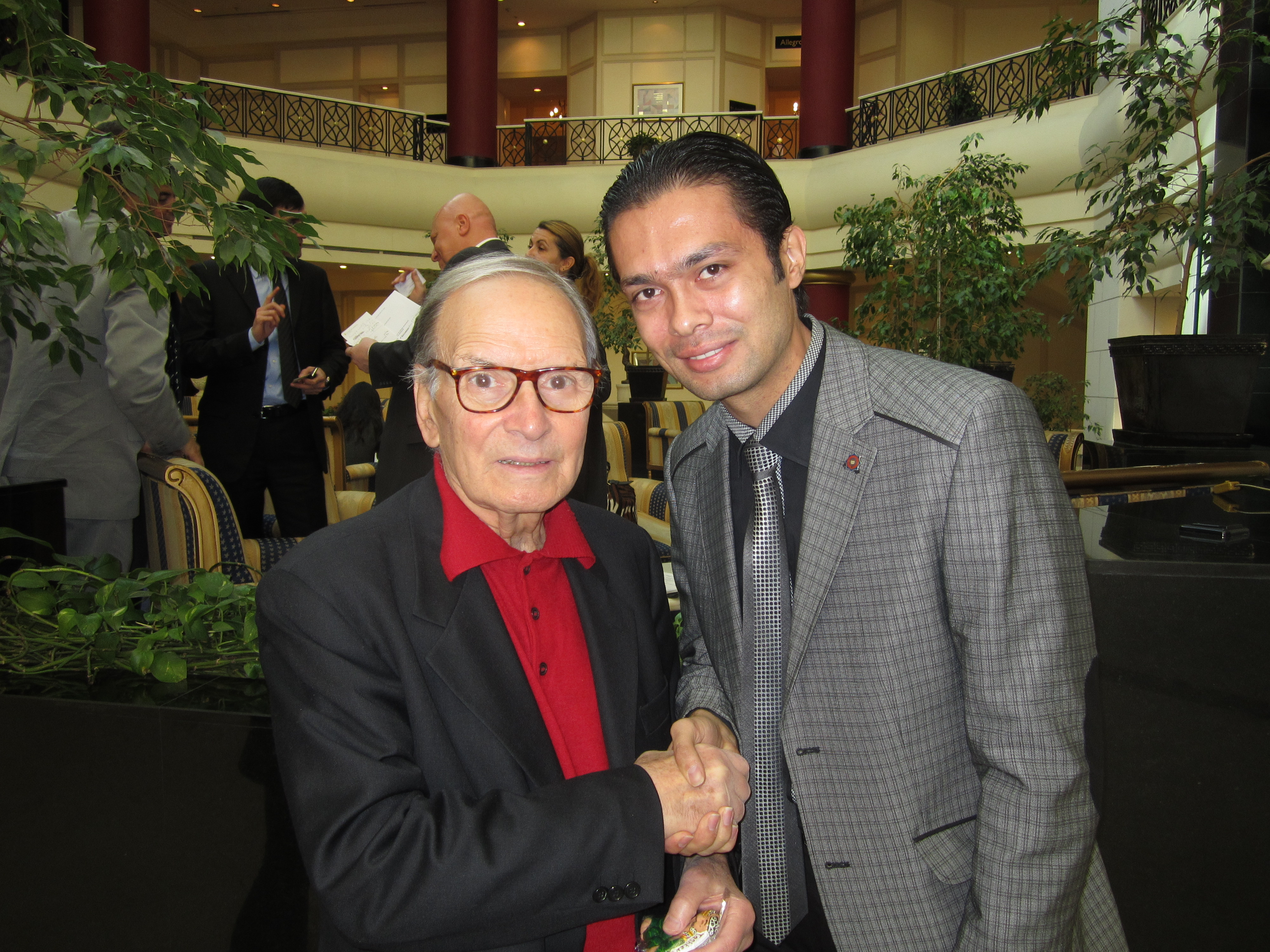
Ennio Morricone con Otabek Mahkamov, nel 2011

Nell'estate del 2006 Morricone viene invitato a dirigere alcune delle sue più conosciute colonne sonore con l'Orchestra filarmonica del Teatro alla Scala di Milano in una tournée che oltre all'Arena di Verona tocca anche altri importanti teatri e arene, tra cui il teatro greco-romano di Taormina. Per la prima volta il maestro dirige l'Orchestra e il Coro della Scala nell'esecuzione delle sue più celebri colonne sonore.
Dal 2001 il maestro Ennio Morricone esegue le sue musiche in concerto in collaborazione con l'Orchestra Roma Sinfonietta e il soprano Susanna Rigacci.
Nel 2011, in occasione della Festa dei lavoratori e del 150º anniversario dell'Unità d'Italia, ha composto e diretto, con la collaborazione dell'Orchestra Roma Sinfonietta e con l'accompagnamento del Nuovo Coro Lirico Sinfonico Romano, in concerto in Piazza San Giovanni a Roma, l'"Elegia per l'Italia". La composizione è il risultato del connubio fra opere musicali che hanno accompagnato il risorgimento italiano: tra queste risaltano il "Va, pensiero", tratto dal Nabucco verdiano, e l'Inno Nazionale di Goffredo Mameli. Il maestro Morricone, prima di esibirsi, ha tenuto a precisare che il "Va, pensiero", rappresentando un'opera caratterizzante l'iter unitario italiano, non può essere oggetto d'indebite appropriazioni, appartenendo al popolo italiano tutto. È evidente il riferimento alla Lega Nord che si è servita dell'opera per contrapporla all'Inno di Mameli. L'"Elegia per l'Italia", inoltre, vanta la collaborazione dell'attore e doppiatore italiano Mariano Rigillo, il quale ha interpretato un testo di Giovanni Fontana, appositamente scritto per l'occasione. Sempre nel 2011 scrive la presentazione al cd Free emotion (ed. Videoradio - Rai Trade) con musiche originali del compositore italiano Andrea Ferrante.
Il 19 maggio 2014 annuncia di essere costretto a sospendere l'attività direttoriale a causa di un'ernia del disco.
Il 10 giugno 2015 ha diretto la Missa Papae Francisci (Messa di papa Francesco), sua composizione dedicata al pontefice italo-argentino.
Ha continuato a dirigere fino al giugno 2019, concludendo la sua carriera al Lucca Summer Festival, nel concerto "The final concert", davanti a 20 000 persone.
Tuttavia nel gennaio 2020 torna a dirigere un'ultima volta l'orchestra Roma Sinfonietta, insieme al figlio Andrea, in occasione della manifestazione "Senato & Cultura", dove gli viene assegnato il premio "Genio ed Eccellenza Italiana nel Mondo" istituito dal Senato della Repubblica.

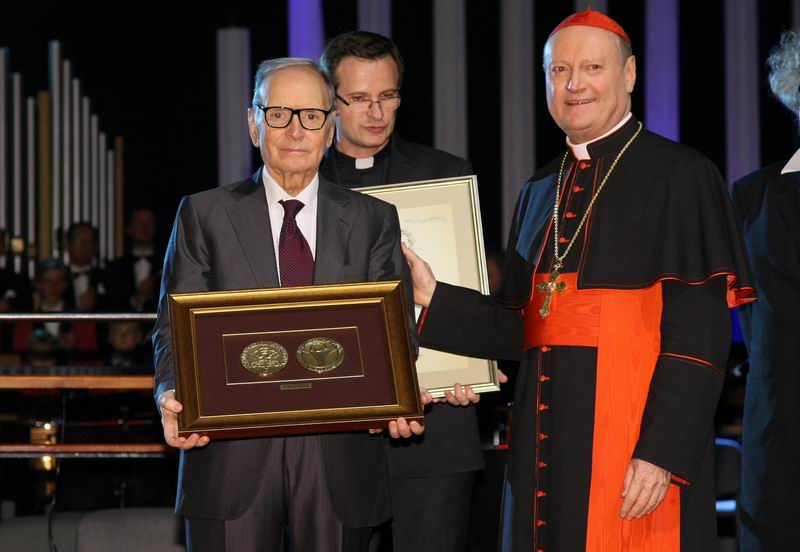
Ennio Morricone riceve la medaglia Per Artem Ad Deum dal cardinale Gianfranco Ravasi, nel 2012

### Programmi radiofonici Rai
- Fantasia della domenica, divertimento musicale di Ennio Morricone, orchestra diretta da Carlo Savina, trasmessa il 5 aprile 1959
- Colonna sonora, divertimento musicale di Ennio Morricone, orchestra di C. Savina, trasmesso il 30 marzo 1962

### Programmi e film televisivi Rai
- Gente che va, gente che viene, Testi umoristici di Cancogni, Fiorentini e Randone, musiche di Ennio Morricone, trasmessa il 19 ottobre 1960
- Tempi d'amore, con Achille Millo e Fausto Cigliano, musiche elaborate e dirette da Ennio Morricone, regia Lino Procacci martedì 30 maggio 1961 ore 22:15.
- Piccolo concerto, presentato da Arnoldo Foà, orchestra di Carlo Savina, arrangiamenti ed elaborazioni musicali di Ennio Morricone, regia di Enzo Trapani, trasmesso 22 novembre 1961.
- Zona di guerra, di Eugene O'Neill, musiche di Ennio Morricone, regia di Mario Landi, trasmessa il 25 febbraio 1962
- Piccolo concerto N.2 , presentato da A. Foà, orchestra Carlo Savina, arrangiamenti di E. Morricone, trasmesso marzo 1962
- Music Hotel, varietà musicale scritto da Dino Verde, orchestra di Ennio Morricone, regia di Enzo Trapani, trasmesso il 30 giugno 1963
- Smash, varietà presentato da Delia Scala, Toni Ucci e Giuseppe Porelli, orchestra di Ennio Morricone, regia di Enzo Trapani, trasmesso il 12 gennaio 1964
- Mosè, regia di Gianfranco De Bosio, sette puntate trasmesse dal 22 dicembre 1974 al 2 febbraio 1975
- La piovra dalla seconda (1986) alla settima serie (1995)
- Il segreto del Sahara, film in quattro puntate, regia di Alberto Negrin, musiche di Ennio Morricone, voce solista Amy Stewart (1988)
- ORTF, Italiques de Marc Gilbert.
- Con rabbia e con amore, regia di Alfredo Angeli (1997).
- Paolo Borsellino - I 57 giorni, regia di Alberto Negrin (2012).
- Giovanni Falcone - L'uomo che sfidò Cosa Nostra, regia di Andrea e Antonio Frazzi (2006).
- Tema ufficiale dei mondiali di calcio disputati in Argentina nel 1978.

### Altre collaborazioni
- Nel 1974 insieme a Franco Pisano l'arrangiamento della canzone di Riccardo Cocciante Bella senz'anima.
- Nel 1987 ha collaborato con i Pet Shop Boys nel brano It Couldn't Happen Here, incluso nel loro album Actually. Il brano poi divenne la colonna sonora portante dell'omonimo film-documentario uscito nel 1988.
- Nel 1989 ha collaborato con Zucchero Fornaciari nel brano Libera l'amore, incluso nell'album Oro, incenso e birra.

### Fede calcistica
Ennio Morricone era tifoso della Roma e dopo la sua morte la società capitolina, in collaborazione con la Regione Lazio, ha inaugurato un murale in onore del compositore, nel quartiere di Tor Marancia. La tifoseria giallorossa ha inoltre omaggiato Morricone con degli striscioni.

### Scacchi
È stato un abile giocatore di scacchi, praticando competizioni a livello agonistico. Ha iniziato all'età di diciotto anni come autodidatta. Ha esordito nel 1964 a Roma nella prima manifestazione internazionale organizzata da Alvise Zichichi. Ha detenuto la seconda categoria nazionale. In carriera ha incontrato diversi campioni, sia in simultanea sia in partite semilampo. Nel novembre 2000 ha costretto alla patta Boris Spasskij, in una simultanea.
Ha musicato l'inno delle Olimpiadi degli scacchi del 2006.

### Partecipazioni a documentari
- Nel 2006 ha partecipato al documentario Adolfo Celi, un uomo per due culture di Leonardo Celi, dedicato all'attore Adolfo Celi
- Nel 2007 ha partecipato al documentario Bonaviri ritratto di Massimiliano Perrotta dedicato allo scrittore Giuseppe Bonaviri, autore del testo della composizione "Ode"
- Nel 2008 ha partecipato al documentario Il falso bugiardo di Claudio Costa dedicato a Luciano Vincenzoni, sceneggiatore suo amico che lavorò con Sergio Leone
- Nel 2021 è il protagonista del film documentario Ennio di Giuseppe Tornatore, dove racconta in prima persona la sua lunga storia umana e professionale. Nel film vengono intervistati anche numerosissimi registi, sceneggiatori, musicisti, cantautori, critici e collaboratori che hanno lavorato con lui o che lo hanno apprezzato durante la sua carriera.

### Politica
Il 14 ottobre 2007 ha partecipato alle primarie del Partito Democratico come candidato in una lista a sostegno di Walter Veltroni, risultando eletto all'Assemblea costituente del partito. Nel suo impegno politico ha anche preso a cuore le sorti dell'insegnamento della musica nelle scuole, scagliandosi spesso contro le mancate riforme delle metodologie e l'inadeguatezza delle strutture scolastiche.
Morricone si è spesso espresso in favore di una più equa retribuzione dei musicisti, particolarmente quando il committente è l'ente radiotelevisivo di Stato. In una intervista ha testualmente dichiarato: "L’ultima volta mi hanno cercato per un’opera di Alberto Negrin. Mi hanno detto: «Ci sono 10 mila euro per lei e per l’orchestra». Ora, io posso anche decidere di lavorare gratis per la tv del mio Paese, ma i musicisti vanno rispettati. Incidere una colonna sonora con un’orchestra costa almeno 20, 30, forse 40 mila euro. È stato un momento di grande imbarazzo. Così ho dovuto dire: basta, grazie. [...] È una storia finita. Li capisco. Sono ristrettezze necessarie, le condivido anche; ma non posso chiedere ai musicisti di suonare a loro spese".

### La morte
Muore all'alba del 6 luglio 2020, all'età di 91 anni, presso il Campus Bio-Medico di Roma, dov’era stato ricoverato in seguito a una caduta con conseguente rottura del femore; le esequie si sono celebrate in forma privata nella cappella dell'ospedale, come voluto da lui stesso. È stato sepolto nella tomba di un parente nel cimitero Laurentino. Successivamente venne esumato e sepolto nel cimitero del Verano, vicino alla tomba di Gigi Proietti.

### Pubblicazioni postume
Il 6 novembre 2020, a 4 mesi dalla morte di Ennio Morricone, CAM Sugar e Decca pubblicano Morricone Segreto, la prima raccolta postuma di Morricone contenente brani estratti da sue colonne sonore meno note, risalenti agli anni '60, '70 e '80. Quattro giorni dopo, il 10 novembre 2020, per festeggiare quello che sarebbe stato il 92º compleanno di Ennio Morricone, CAM Sugar e Decca pubblicano sul canale YouTube ufficiale del compositore il documentario del disco Morricone Segreto - Celebrating Ennio Morricone: The Secrets Behind His Genius, in cui il figlio Marco Morricone e alcuni degli storici collaboratori di Ennio (Edda Dell'Orso, Enrico Pieranunzi, Giorgio Carnini, Bruno Battisti D'Amario, Gianni Oddi) si incontrano al Forum Music Village, lo studio di registrazione fondato nel 1970 dallo stesso Morricone, per ascoltare il nuovo album e ricordare il maestro. Sia l'album che il documentario sono stati realizzati con l'approvazione e la partecipazione degli eredi Morricone.

## Discografia

### Album
- 1969 - Metti, una sera a cena (Cinevox)
- 1970 - Ideato, scritto e diretto (RCA Italiana)
- Colori, General Music, 1971
- Dimensioni Sonore 1, 2, 3 - Musiche Per L'Immagine E L'Immaginazione, RCA Italiana, 1972
- I Film Della Violenza, RCA Italiana, 1975
- Gestazione/Totem Secondo, RCA Red Seal, 1982
- Le colonne sonore dei film di Sergio Leone, BMG 1989
- Mauro Maur e i suoi Solisti, Sony Columbia 1996
- Cinema Concerto At Santa Cecilia, Sony Classical 1999
- Io, (Box 4 CD), Meg Italy 2002
- Arena Concerto, EastWest 2003
- Focus, con Dulce Pontes, Universal, 2003
- Yo-Yo Ma Plays: Ennio Morricone/Roma Sinfonietta/Yo-Yo Ma, SONY BMG, 2003
- Voci Dal Silenzio - Ennio Morricone, Self Distribuzione, 2004
- 50 Movie Themes Hits (Gold Edition), GDM, 2005
- De Sa Terra A Su Xelu, con Clara Murtas, Teatro Del Sole, 2005
- Note di pace Venezia 10 settembre 2007, Xnote, 2008
- The Italian Western Collection Vol.2, GDM, 2012
- Morricone, The essential, 36 brani dai grandi film (1966/2012), Deutsche Grammophon, 2014
- Morricone, 60 anni di musicaCzech Nat. SO, Decca, 2016
- Morricone 60, Universal Classic, 2016
- Morricone Segreto, CAM Sugar e Decca Records, 2020
- Morricone conducts Morricone live 20/10/2004 Philharmonie im Gasteig, Euroarts 2020

### Colonne sonore
(Ennio Morricone durante la cerimonia di assegnazione della sua stella nella Hollywood Walk of Fame il 26 febbraio 2016)

## Filmografia

### Attore
- Salvate Sad Hill, regia di Guillermo de Oliveira (2017)
- Sergio Leone - L'italiano che inventò l'America, regia di Francesco Zippel (2022) (immagini d’archivio)

## Riconoscimenti
- Premio Oscar
  - 1979 - Candidatura alla miglior colonna sonora per I giorni del cielo
  - 1987 - Candidatura alla miglior colonna sonora per Mission
  - 1988 - Candidatura alla miglior colonna sonora per The Untouchables - Gli intoccabili
  - 1992 - Candidatura alla miglior colonna sonora per Bugsy
  - 2001 - Candidatura alla miglior colonna sonora per Malèna
  - 2007 - Oscar onorario alla carriera
  - 2016 - Miglior colonna sonora per The Hateful Eight
- BAFTA
  - 1979 - Miglior colonna sonora per I giorni del cielo
  - 1985 - Miglior colonna sonora per C'era una volta in America
  - 1987 - Miglior colonna sonora per Mission
  - 1988 - Miglior colonna sonora per Gli intoccabili
  - 1990 - Miglior colonna sonora per Nuovo Cinema Paradiso
  - 2016 - Miglior colonna sonora per The Hateful Eight
- David di Donatello
  - 1981 - Candidatura al miglior musicista per Bianco, rosso e Verdone
  - 1988 - Miglior musicista per Gli occhiali d'oro
  - 1989 - Miglior musicista per Nuovo Cinema Paradiso
  - 1990 - Candidatura al miglior musicista per Mio caro dottor Gräsler
  - 1991 - Miglior musicista per Stanno tutti bene
  - 1993 - Candidatura al miglior musicista per La scorta
  - 1993 - Miglior musicista per Jona che visse nella balena
  - 1996 - Candidatura al miglior musicista per L'uomo delle stelle
  - 1999 - Miglior musicista per La leggenda del pianista sull'oceano
  - 2000 - Miglior musicista per Canone inverso - Making Love
  - 2001 - Candidatura al miglior musicista per Malèna
  - 2006 - David del Cinquantenario
  - 2007 - Miglior musicista per La sconosciuta
  - 2010 - Miglior musicista per Baarìa
  - 2013 - Miglior musicista per La migliore offerta
  - 2016 - Candidatura al miglior musicista per La corrispondenza

- Grammy Award[53]
  - 1969 - Candidatura alla miglior composizione strumentale per Il buono, il brutto, il cattivo
  - 1988 - Miglior colonna sonora per i media visivi per The Untouchables - Gli intoccabili
  - 1995 - Candidatura alla miglior colonna sonora per i media visivi per Wolf - La belva è fuori
  - 1997 - Candidatura alla miglior colonna sonora per i media visivi per L'uomo delle stelle
  - 1999 - Candidatura alla miglior colonna sonora per i media visivi per Bulworth - Il senatore
  - 2014 - Grammy Trustees Award[54]
  - 2017 - Candidatura alla miglior composizione strumentale per L'Ultima Diligenza Di Red Rock - Versione Integrale
  - 2017 - Candidatura alla miglior colonna sonora per i media visivi per The Hateful Eight
- Nastro d'argento
  - 1965 - Miglior colonna sonora per Per un pugno di dollari
  - 1969 - Candidatura alla Miglior colonna sonora per C'era una volta il West
  - 1970 - Miglior colonna sonora per Metti, una sera a cena
  - 1972 - Miglior colonna sonora per Sacco e Vanzetti
  - 1985 - Miglior colonna sonora per C'era una volta in America
  - 1988 - Miglior colonna sonora per Gli intoccabili
  - 1999 - Nastro d'argento speciale per La leggenda del pianista sull'oceano
  - 2000 - Miglior colonna sonora per Canone inverso - Making Love
  - 2001 - Miglior colonna sonora per Malèna
  - 2007 - Miglior colonna sonora per La sconosciuta
  - 2013 - Miglior colonna sonora per La migliore offerta
- Golden Globe
  - 1985 - Candidatura alla Miglior colonna sonora per C'era una volta in America
  - 1987 - Miglior colonna sonora per Mission
  - 1988 - Candidatura alla Miglior colonna sonora per The Untouchables - Gli intoccabili
  - 1990 - Candidatura alla Miglior colonna sonora per Vittime di guerra
  - 1992 - Candidatura alla Miglior colonna sonora per Bugsy
  - 2000 - Miglior colonna sonora per La leggenda del pianista sull'oceano
  - 2001 - Candidatura alla Miglior colonna sonora per Malèna
  - 2016 - Miglior colonna sonora per The Hateful Eight[55]

### Altri riconoscimenti

Ennio Morricone riceve il premio per la migliore colonna sonora al David di Donatello del 1993

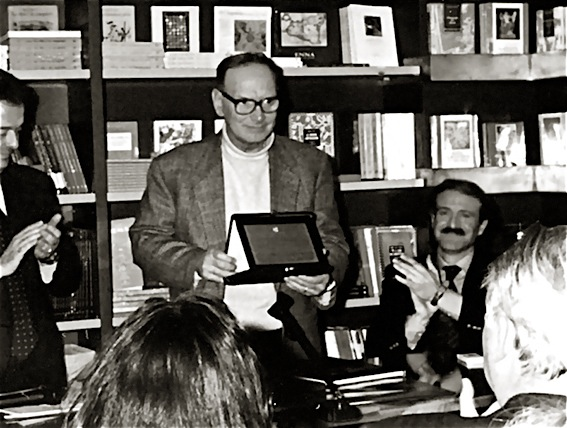
Morricone riceve il premio Città di Roma 1996

- 1972 - Premio Cork Film International per La Califfa
- 1981 - Premio della critica discografica per Il prato
- 1989 - Nint Annual Ace Winner per Il giorno prima
- 1989 - Pardo d'onore del Festival internazionale del film di Locarno
- 1990 - Prix Fondation Sacem del XLIII Festival di Cannes per Nuovo Cinema Paradiso
- 1992 - Grolla d'oro alla carriera (Saint-Vincent)
- 1993 - Efebo d'argento per Jona che visse nella balena
- 1993 - Globo d'oro per Il lungo silenzio
- 1994 - Premio Golden Soundtrack dell'ASCAP (Los Angeles)
- 1995 - Leone d'oro alla carriera alla 52ª Mostra del cinema di Venezia
- 2000 - L'Università di Cagliari gli conferisce la Laurea Honoris Causa in Lingue e letterature straniere
- 2002 - Laurea Honoris Causa dalla Seconda Università di Roma
- 2003 - Premio "Sergio Leone" alla carriera, Torella dei Lombardi (AV)
- 2006 - Il 23 agosto 2006 gli è stata conferita la cittadinanza onoraria da diversi comuni italiani: il comune di Cervara di Roma[56], L'Aquila[57]
- 2006 - Il 27 ottobre 2006 il comune di Bagheria gli conferisce la cittadinanza onoraria
- 2008 - Orden al Mérito Artístico y Cultural Pablo Neruda
- 2009 - Premio America della Fondazione Italia USA
- 2010 - Polar Music Prize, Stoccolma
- 2010 - Globo d'oro per Baarìa
- 2011 - L'11 Novembre 2011 gli è stata conferita la cittadinanza onoraria di Catanzaro[58]
- 2013 - Premio Ignazio Silone per la cultura
- 2013 - European Film Awards per La migliore offerta
- 2016 - 21ª edizione dei Critics' Choice Awards per The Hateful Eight
- 2016 - Premio nazionale Toson d'oro di Vespasiano Gonzaga, assegnato dal Rotary CVS[59][60]
- 2017 - Laurea magistrale Honoris Causa in Scienze della Musica e dello Spettacolo dalla Università degli Studi di Milano
- 2017 - Premio San Zosimo I Romano Pontefice
- 2017 - Cittadinanza onoraria di Caserta[61]
- 2017 - Premio Internazionale Alessandro Cicognini[62], Roma
- 2018 - Premio Carlo Savina, eccellenza nella musica.
- 2019 - Arlecchino d'oro, Premio internazionale della città di Mantova conferito nel Festival Teatro - Arlecchino d'oro
- 2020 - L'11 gennaio 2020 gli è stato assegnato il premio "Genio ed Eccellenza Italiana nel Mondo" del Senato della Repubblica "per aver saputo raccontare con la sua musica storie di valore universale che, dal grande cinema alla televisione, dalla direzione d'orchestra alla composizione, hanno saputo incantare intere generazioni, divenendo testimonianza vivente del genio ed eccellenza italiana nel mondo".[28][29]
- A lui è dedicato l'auditorium della Facoltà di Lettere dell'Università degli Studi di Roma "Tor Vergata".
- È stato due volte (1996 e 2010) presidente della giuria del Concorso Internazionale di Composizione "2 agosto".[63]
- Gli è stato dedicato un asteroide, 152188 Morricone.[64]

## Edizioni musicali
- Quattro pezzi per chitarra (1957), Suvini Zerboni, SZ 9826
- Quattro studi per il pianoforte (1983-89), Suvini Zerboni, SZ 10150
- Distanze (1973), per violino, violoncello e pianoforte, Salabert, SLB 1814, ISMN M-048-02320-8

## Cultura di massa
Alla vicenda umana e artistica di Ennio Morricone è dedicato il documentario, ideato da Giuseppe Tornatore, Ennio (2021).